# Nazik al-Mala'ika
Nazik Al-Mala'ika (arabe : نازك الملائكة, (née le 23 août 1922 à Bagdad et morte le 20 juin 2007 au Caire, est une poétesse irakienne, considérée par beaucoup comme la poétesse irakienne contemporaine la plus importante. Al-Mala'ika est célèbre pour avoir été la première à écrire des vers libres en arabe.

## Débuts
Nazik Al-Mala'ika naquit à Bagdad dans une famille cultivée: sa mère était déjà une poétesse et son père était professeur de lettres. Elle montra son talent très tôt en écrivant son premier poème à 10 ans.
Al-Mala'ika obtint en 1944 son diplôme du Collège des arts à Bagdad et plus tard elle obtint un master en littérature comparée à l'université du Wisconsin à Madison.

## Poésie et enseignement
Al-Malaika a publié son premier livre de poésie Ashiqat al-Layl ou L'Amante de la nuit. Shazaya wa Ramad ou Étincelles et Cendres suivit en 1949. Elle publia Qararat al-Mawja ou Le Bas de la vague en 1957, son dernier volume Arbre de la Lune fut publié en 1968.
Al-Malaika enseigna dans de nombreuses écoles et universités, en particulier à l'université de Mossoul et à l'université de Bagdad.

## Départ d'Irak
N. Al-Malaika quitta l'Irak en 1970 avec son mari Abdel Hadi Mahbooba et sa famille après l'accession au pouvoir du parti Baas. D'abord, elle vécut au Koweït, jusqu'à l'invasion par Saddam Hussein en 1990. Al-Malaika et sa famille partirent alors pour Le Caire, où elle vécut le reste de sa vie. À la fin de sa vie, Al-Mala'ika souffrit de nombreux maux, en particulier de la maladie de Parkinson.
Elle est morte au Caire, Égypte en juin 2007 à l’âge de 84 ans.

## Deux poèmes
Dans Laver le déshonneur, une femme est tuée par son père ou son frère pour avoir « déshonoré » sa famille dans une affaire d'amour hors mariage :
O mère, un râle, larmes et obscurité

Le sang jaillit, et le corps poignardé tremble.

"Mère!" Entendu seulement par le bourreau

Demain l'aube viendra et les roses se réveilleront

Jeunesse et espoirs enchantés l'appelleront

Le bourreau brutal rentre

Et rencontre des gens

"Déshonneur !" Il lave son couteau

"Nous l'avons mis en pièces"

Et retourne vertueux avec une réputation blanchie.
Une grande partie de son œuvre parle de la crainte de l'oubli. Ainsi son poème Lamentation sur une femme sans valeur :
Elle partit, aucune joue ne pâlit, aucune lèvre ne trembla.

Les portes n'entendirent pas l'histoire de sa mort…

La nouvelle dévala l'avenue, son écho ne trouvant aucun abri, 

Aussi elle tomba oubliée dans un trou, seule la lune se lamentant. 